# Krombia belutschistanalis
Krombia belutschistanalis là một loài bướm đêm trong họ Crambidae.